# 인감증명
인감증명(印鑑證明) 또는 인감증명서(印鑑證明書)는 법률상 인발(도장을 찍은 모양)이 증명청에 신고된 도장(인감)과 같다는 것을 증명하는 서류이다. 대한민국의 지방 관청인 주민생활지원센터 또는 행정복지센터의 동장이나 시ㆍ읍ㆍ면장이 발행하며, 인감증명서에 등록된 도장을 문서에 그문서에 인감증명서를 첨부함으로써 그 문서의 작성자가 본인임을 증명하기 위하여 사용된다.

## 같이 보기
- 공동인증서
- 주민등록